# Everlasting Songs
『Everlasting Songs』（エヴァーラスティング・ソングズ）は梶浦由記のソロ・プロジェクトFictionJunction名義のアルバム。梶浦由記が提供した曲を自らセレクトし、再録、新録、もしくはセルフカバーという形で収録している。

## 収録曲
1. 星屑
  - 『ビロードうさぎ』主題歌セルフカバー
    - 原曲は小川範子が歌う「ベルベットの祈り」の歌詞差し替え版

  - ボーカル：KEIKO・KAORI
2. 記憶の森
  - OVA『ツバサ春雷記』ED主題歌
  - ボーカル：YUUKA
3. dream scape
  - TVアニメ『ツバサ・クロニクル』挿入歌
  - ボーカル：KAORI
4. 銀の橋
  - TVアニメ『アクエリアンエイジ Sign for Evolution』挿入歌
    - 原曲は南央美（宝月明日見）

  - ボーカル：WAKANA・KEIKO・KAORI
5. 風の街へ
  - TVアニメ『ツバサ・クロニクル』挿入歌
  - ボーカル：KEIKO
6. here we stand in the morning dew
  - 千葉紗子提供曲セルフカバー
  - ボーカル：YURIKO KAIDA
7. synchronicity
  - OVA『ツバサ TOKYO REVELATIONS』OP主題歌セルフカバー
    - 原曲は牧野由依

  - ボーカル：KEIKO
8. 花守の丘
  - OVA『真救世主伝説 北斗の拳 トキ伝』主題歌
  - ボーカル：KAORI
9. 水の証
  - TVアニメ『機動戦士ガンダムSEED』挿入歌セルフカバー
    - 原曲は田中理恵（ラクス・クライン）

  - ボーカル：WAKANA
10. cazador del amor
  - TVアニメ『エル・カザド』挿入歌
  - ボーカル：YUUKA
11. 秘密
  - TVアニメ『ノワール』挿入歌セルフカバー
    - 原曲は久川綾（クロエ）

  - ボーカル：YURIKO KAIDA
12. 宝石
  - OVA『コゼットの肖像』主題歌セルフカバー
    - 原曲は井上麻里奈

  - ボーカル：KEIKO
13. ユメノツバサ
  - TVアニメ『ツバサ・クロニクル』挿入歌セルフカバー
    - 原曲は牧野由依

  - ボーカル：KAORI
14. みちゆき
  - TVアニメ『LOVELESS』ED主題歌セルフカバー
    - 原曲は引田香織

  - ボーカル：KAORI
15. everlasting song
  - TVアニメ『エレメンタル ジェレイド』挿入歌
  - ボーカル：ASUKA